# Moño montuvio
El moño montuvio es un género musical típico de Ecuador. Está relacionado con los fandangos que se bailaban en el campo del litoral ecuatoriano, específicamente en la provincia de Manabí. Por esta razón muchas veces se le llama "moño manaba". Su popularidad creció en el siglo XVIII y XIX con la influencia de la música de salón europea en este país.

## Reseña

### Características musicales
Este género musical se caracteriza por tener un ritmo similar a la contradanza europea y a la milonga argentina. Con esta última comparte el hecho de que ambos géneros se relacionan al campesino tradicional. Teóricamente el ritmo se expresa con una corchea con punto, una semicorchea y dos corcheas.
Uno de los "moños montuvios" mas conocidos es el que compuso Manuel de Jesús Álvarez, importante folclorista que rescató la cultura montuvia en el siglo XX. La canción se llama "Celos":

Tengo celos, tengo envidia
de la agua clara del río
que cuando te vas a bañarte
te acaricia a su albedrío.
Celos - Manuel de Jesús Álvarez

### Danza
El moño montuvio está influenciado por la música afrocubana y la contradanza. Esta última es un baile de salón y el moño asimismo fue concebido. Esto fue muy popular en Manabí: “Los bailes manabitas son de ascendencia europea, probablemente originarios de la península ibérica, ya que fue, precisamente, la colonia europea la que influenció con los bailes, música y canciones de la época”. Al momento de danzar este baile de salón si bien se imitaba muchas veces la moda en la vestimenta europea, se añadía eso sí los utensilios locales que dientifican al montuvio como el machete, el sombrero de paja toquilla, pañuelos que identificaban al color de la bandera de la provincia.